# Caesalpinia argentina
Caesalpinia argentina är en ärtväxtart som beskrevs av Arturo Erhardo Erardo Burkart. Caesalpinia argentina ingår i släktet Caesalpinia och familjen ärtväxter. Inga underarter finns listade i Catalogue of Life.